# Centro Comercial Albacenter
Albacenter es un centro comercial especializado en moda situado en la ciudad española de Albacete. Está localizado en el este de la capital manchega, en el barrio de Miguel Ángel Blanco.
Con una superficie comercial de 28 000 metros cuadrados repartida en dos plantas y 75 locales comerciales, forman parte de ella, entre otros, Mercadona, Primark, Bershka, Pull&Bear, Stradivarius, H&M, KFC o Burger King. Cuenta con aparcamiento al aire libre y aparcamiento subterráneo con 1223 plazas. En 2013 tuvo más de 4 millones de visitantes.

El centro fue inaugurado en 1996 con un hipermercado Eroski como locomotora principal. Fue ampliado en 2004 y remodelado en 2008 y en 2019. En 2014 fue adquirido por Lar España al grupo inmobiliario Unibail-Rodamco.